# Vigna hainiana
Vigna hainiana är en ärtväxtart som beskrevs av Babu, Gopin. och Subodh K. Sharma. Vigna hainiana ingår i släktet vignabönor, och familjen ärtväxter. Inga underarter finns listade i Catalogue of Life.